# Santiago Apoala
Santiago Apoala är en kommun i Mexiko.   Den ligger i delstaten Oaxaca, i den sydöstra delen av landet, 290 km sydost om huvudstaden Mexico City.
Följande samhällen finns i Santiago Apoala:
- Jazmín Morelos
- Tierra Colorada
- Unión Buena Vista